# Bolitoglossa minutula
Bolitoglossa minutula es una especie de salamandras en la familia Plethodontidae.
Habita en Costa Rica y Panamá, en la Cordillera de Talamanca.
Su hábitat natural son los montanos húmedos tropicales o subtropicales.
Está amenazada de extinción debido a la destrucción de su hábitat.